# Werner van Walbeck
Werner van Walbeck (circa 980/985 - Allerstedt, 11 november 1014) was graaf van Walbeck en van 1003 tot 1009 markgraaf van de Noordmark.

## Levensloop
Werner van Walbeck was de oudste zoon van graaf Lotharius III van Walbeck, tevens markgraaf van de Noordmark, uit diens huwelijk met Godila, dochter van graaf Willem I van Rothenburg. In 1003 volgde hij zijn overleden vader op als markgraaf van de Noordmark, graaf in Derlingau en voogd van het klooster van Walbeck.
Hij werd verloofd met Liutgard, de oudste dochter van Ekhard I van Meißen, maar de verloving werd later verbroken. Vervolgens ontvoerde Werner Liutgard uit de abdij van Quedlinburg en in januari 1003 trad hij met haar in het huwelijk, hetgeen hem bittere vijandschap opleverde. Net als zijn vader verwikkelde hij zich in verwoestende en zinloze gewapende vetes, die vaak betrekking hadden op eigendoms- en opvolgingskwesties in de Noordmark en waarbij hij het vaak opnam tegen zijn schoonbroer, markgraaf Dedo I van Wettin. Ook gold hij als een tegenstander van Rooms-Duits koning Hendrik II de Heilige.
In 1009 klaagde zijn schoonbroer Dedo I hem aan bij Hendrik II, met als doel om de bezittingen en waardigheden van Werner af te nemen. Op 13 oktober 1009 vermoordde Werner zijn schoonbroer, nadat die zijn burcht in Wolmirstedt in de as had gelegd. Hendrik maakte daarvan gebruik om zich het markgraafschap Noordmark en bijhorende leengoederen toe te eigenen. Dedo's broer Frederik I van Wettin verwierf de noordelijke Hasselgau, Dedo's zoon Diederik II kreeg onder andere het burggraafschap Zörbig.
Rond 1012 stierf zijn echtgenote Liutgard, met wie Werner geen kinderen had gekregen. Het jaar daarop werd hij door Hendrik II de Heilige verdacht van landsverraad, omdat hij goede contacten had met koning Bolesław I van Polen. De koning beval hem om voor hem te verschijnen, maar Werner verzaakte daaraan. Hierdoor hing hem de rijksban boven het hoofd, waaraan hij door de inzet van geld en allodialen wist te ontkomen. In 1014 probeerde hij, zoals destijds in Quedlinburg, een edelvrouw te ontvoeren, om haar tot een huwelijk te dwingen. Ditmaal ging het om Reinhilde, vermoedelijk een dochter van markgraaf Herman Billung van Saksen. Tijdens deze avontuurlijke onderneming in de burcht van Beichlingen raakte hij betrokken bij gevechten, wat hem een zware verwonding opleverde. In de burcht van Allerstedt bezweek Werner aan deze verwonding, nadat afgezanten van Hendrik II de Heilige hem in afwachting van zijn berechting in Wiehe gearresteerd hadden. Zijn neef, bisschop Thietmar van Merseburg liet hem bijzetten in de kloosterkerk van Walbeck.